# Edith Baird
Pour les articles homonymes, voir Baird.
Edith Elina Helen Baird, née Winter-Wood le 22 février 1859 et morte le 1er février 1924, est une compositrice d'échecs qui est à son époque la compositrice la plus prolifique de problèmes d'échecs au monde. Elle publie sous son nom de mariage Mme W. J. Baird et est parfois appelée dans la presse la « Reine des échecs ».

## Biographie

### Jeunesse et famille
Edith Elina Helen Winter-Wood, née à Hareston Manor près de Plymouth au Royaume-Uni, est la fille de l'écrivain Thomas Winter-Wood et d'Eliza Ann Winter-Wood née Sole,. Elle apprend à jouer aux échecs très tôt dans sa vie car son père, sa mère et ses frères aînés Edward et Carslake sont tous des joueurs d'échecs amateurs ou de niveau tournoi.
En 1880, elle épouse W. J. Baird, inspecteur général adjoint des hôpitaux et des flottes de la Royal Navy. Ils s'installent à Brighton, où leur fille unique, Lilian Edith, est née. Lilian est également devenue une compositrice d'échecs.

### Composition d'échecs
Au milieu des années 1880, Baird commence à composer des problèmes d’échecs et, en quelques années, acquiert une réputation dans le domaine. En 1888, elle remporte le troisième prix d’un tournoi de composition d’échecs à Sheffield, le premier de plus de deux douzaines de prix suivants. Son plus célèbre succès est en 1893 quand elle remporte un tournoi international de composition contre plusieurs des compositeurs les plus remarquables de l'époque. Elle devient la compositrice la plus prolifique de problèmes d’échecs au monde, avec plus de 2000 problèmes à son actif. Ces problèmes sont publiés dans des journaux tels que le Times de Londres.
Certains d'entre eux sont encore considérés comme solides[Quoi ?], beaucoup sont considérés élégants, et certains sont des nouveautés comme les problèmes de lettres, où les pièces échiquéennes doivent former des lettres,.
Baird publie deux livres sur ses problèmes : Seven Hundred Chess Problems en 1902 et The Twentieth Century Retractor en 1907,,. Le premier livre lui demande 14 ans pour être achevé.
En tant que joueuse d’échecs elle-même, Baird remporte le Sussex Ladies Championship en 1897 et une médaille d'argent à trois reprises dans le tournoi,.